# Ребекка Льєвеллін
Ребекка Льєвеллін (англ. Rebecca Llewellyn; нар. 5 жовтня 1985) — колишня британська тенісистка.
Найвищу одиночну позицію світового рейтингу — 280 місце досягла 28 серпня 2006, парну — 309 місце — 23 квітня 2007 року.
Здобула 1 одиночний та 7 парних титулів.
Завершила кар'єру 2007 року.

## Титули ITF (8)

### Одиночний розряд (1)
| Ранг | Дата           | Місце           | Категорія | Покриття | Суперниця      | Рахунок       |
| ---- | -------------- | --------------- | --------- | -------- | -------------- | ------------- |
| 1.   | 23 травня 2005 | Оксфорд, Англія | $10,000   | Трава    | Суріна Де Беер | 0–6, 6–3, 6–3 |

### Парний розряд (7)
| Ранг | Дата           | Місце                | Категорія | Покриття | Partners       | Суперниці                             | Scores        |
| ---- | -------------- | -------------------- | --------- | -------- | -------------- | ------------------------------------- | ------------- |
| 1.   | 26 січня 2004  | Тіптон, Англія       | $10,000   | Тверде   | Мелані Саут    | Клаудія Янс-Ігначик Аліція Росольська | 2–6, 6–1, 6–4 |
| 2.   | 7 квітня 2005  | Бат (Англія), Англія | $10,000   | Тверде   | Анна Говкінс   | Ванеса Пінто Вердіана Верарді         | 3–6, 6–1, 6–4 |
| 3.   | 4 травня 2005  | Единбург, Шотландія  | $10,000   | Ґрунт    | Мелані Саут    | Леоні Мекел Бібіана Схофс             | 6–0, 3–6, 6–3 |
| 4.   | 23 травня 2005 | Оксфорд, Англія      | $10,000   | Трава    | Анна Говкінс   | Мелісса Беррі Голлі Річардс           | 6–1, 6–4      |
| 5.   | 3 серпня 2005  | Рексем, Уельс        | $10,000   | Тверде   | Анна Сміт      | Рушмі Чакравартхі Пола Марама         | 6–3, 7–5      |
| 6.   | 2 жовтня 2006  | Нант, Франція        | $25,000   | Тверде   | Мелані Саут    | Сабіне Лісіцкі Ірена Павлович         | 6–2, 6–0      |
| 7.   | 20 липня 2007  | Фрінтон, Англія      | $10,000   | Трава    | Елізабет Томас | Саманта Мюррі Алексіс Праусіс         | 3–6, 7–5, 6–2 |

## Поразки ITF (4)

### Одиночний розряд (1)
| Ранг | Дата           | Місце                | Категорія | Покриття | Суперниця                | Рахунок       |
| ---- | -------------- | -------------------- | --------- | -------- | ------------------------ | ------------- |
| 1.   | 15 лютого 2005 | Портіман, Португалія | $10,000   | Тверде   | Лусія Хіменес Альмендрос | 6–7(6–8), 4–6 |

### Парний розряд (3)
| Ранг | Дата            | Місце              | Категорія | Покриття | Партнерка       | Суперниці                          | Рахунок       |
| ---- | --------------- | ------------------ | --------- | -------- | --------------- | ---------------------------------- | ------------- |
| 1.   | 26 липня 2004   | Дублін, Ірландія   | $10,000   | Килим    | Лізан дю Плессі | Івонн Дойл Карен Нуджент           | 4–6, 6–3, 2–6 |
| 2.   | 10 березня 2005 | Сандерленд, Англія | $10,000   | Тверде   | Лізан дю Плессі | Верена Амесбауер Вероніка Хвойкова | 3–6, 4–6      |
| 3.   | 10 липня 2007   | Філікстоу, Англія  | $25,000   | Трава    | Джейд Кертіс    | Карен Патерсон Мелані Саут         | 3–6, 3–6      |